# Hirota Kōki
Hirota Kōki (広田 弘毅 (Quảng Điền Hoằng Nghị)  14 tháng 2 năm 1878 –  23 tháng 12 năm 1948) là một nhà ngoại giao, chính trị gia người Nhật, thủ tướng Nhật Bản nhiệm kì thứ 32 từ ngày 9 tháng 3 năm 1936 đến 2 tháng 2 năm 1937.

## Tuổi trẻ
Hirota sinh ra ở nơi ngày nay là khu Chūō-ku, Fukuoka. Cha ông là một thợ xây đá, và ông đã được nhận nuôi vào gia đình Hirota. Ông tốt nghiệp với văn bằng luật của Đại học Hoàng gia Tokyo. Một trong những bạn học của ông là thủ tướng chính phủ thời hậu chiến Yoshida Shigeru.

## Sự nghiệp ngoại giao
Sau khi tốt nghiệp, Hirota gia nhập Bộ Ngoại giao để bắt đầu sự nghiệp ngoại giao, và phục vụ trong một số cơ quan ở nước ngoài. Năm 1923, ông trở thành giám đốc của Vụ châu Âu và Mĩ trong Bộ Ngoại giao. Sau khi phục vụ một bộ trưởng đến Hà Lan, ông là đại sứ tại Liên Xô giai đoạn 1928-1932.
Ông trở thành Bộ trưởng Ngoại giao năm 1933, trong nội các của Thủ tướng Saitō Makoto chỉ ngay sau khi Nhật Bản rút khỏi Hội Quốc Liên Ông vẫn giữ vị trí này trong nội các tiếp theo của thủ tướng Okada Keisuke.
Khi làm Bộ trưởng Ngoại giao, Hirota đã thương lượng mua bán tuyến đường sắt Đông Trung Hoa trong Mãn Châu từ sở hữu của Nga. Ông cũng đã ban hành Hirota Sangensoku (Ba nguyên tắc của Hirota) ngày 28 Tháng 10 năm 1935, khi tuyên bố dứt khoát về vai trò của Nhật Bản đối với Trung Quốc: thành lập khối Mãn Châu Nhật Bản-Trung Quốc, một tổ chức chung giữa Trung-Nhật nhằm chống lại sự lây lan của chủ nghĩa cộng sản, và đàn áp các hoạt động chống Nhật ở Trung Quốc.

## Thủ tướng
Năm 1936, với các phe phái cấp tiến trong quân đội Nhật Bản mất uy tín sau sự kiện 26 tháng 2, Hirota đã được chọn để thay thế Đô đốc Okada Keisuke làm Thủ tướng Nhật Bản.
Tuy nhiên, Hirota đã xoa dịu quân đội bằng cách khôi phục lại hệ thống mà chỉ sĩ quan lục quân hoặc hải quân đang phục vụ có thể đảm nhiệm chức vụ bộ trưởng bộ Chiến tranh hay Bộ trưởng bộ Hải quân - một hệ thống quân sự đã lạm dụng trước đây để đưa xuống các chính phủ dân sự.
Về chính sách đối ngoại, các hiệp ước chống Quốc tế Cộng sản với Đức Quốc xã và Phát xít Ý đã được ký kết trong nội các của ông. Hiệp ước này là tiền thân của Hiệp ước Ba trục năm 1940.
Tuy nhiên, nhiệm kì của Hirota chỉ kéo dài dưới một năm. Sau khi bất đồng với Terauchi Hisaichi người giữ chức vụ Bộ trưởng Bộ Chiến tranh, trong bài phát biểu của Hamada Kunimatsu, ông đã từ chức. Ugaki Kazushige đã được bổ nhiệm thay ông, nhưng ông này không thể gây dựng chính phủ do sự đối lập của phía quân đội. Trong tháng 2 năm 1937, Hayashi Senjūrō đã được bổ nhiệm thay thế Kazushige Ugaki.

## Sự nghiệp ngoại giao lần hai
Hirota sớm trở lại phục vụ chính phủ trong cương vị Bộ trưởng Ngoại giao của người kế nhiệm Hayashi, Hoàng tử Konoe Fumimaro. Trong khi làm Bộ trưởng Ngoại giao, Hirota phản đối mạnh mẽ cuộc xâm lược của quân sự chống lại Trung Quốc, nó đã hoàn toàn làm suy yếu những nỗ lực của ông để tạo ra một liên minh Nhật Bản-Trung Quốc-Mãn Châu nhằm chống lại Liên Xô. Ông cũng lên tiếng nhiều lần chống lại sự leo thang của Chiến tranh Trung-Nhật. Quân đội đã sớm mệt mỏi do những lời chỉ trích của ông, và buộc ông phải nghỉ hưu vào năm 1938.
Tuy nhiên, trong năm 1945, Hirota trở lại phục vụ chính phủ để lãnh đạo các cuộc đàm phán hòa bình của Nhật Bản với Liên Xô. Vào thời điểm đó, Nhật Bản và Liên Xô vẫn còn đang thực hiện một hiệp ước không xâm lược lẫn nhau, mặc dù tất cả các Lực lượng đồng minh khác đã có tuyên bố chiến tranh với Nhật Bản. Hirota đã cố gắng thuyết phục chính phủ của Joseph Stalin đứng ngoài cuộc chiến tranh, nhưng cuối cùng ông không thành công: Liên Xô đã tuyên chiến với Nhật Bản vào giữa vụ ném bom nguyên tử xuống Hiroshima và Nagasaki.

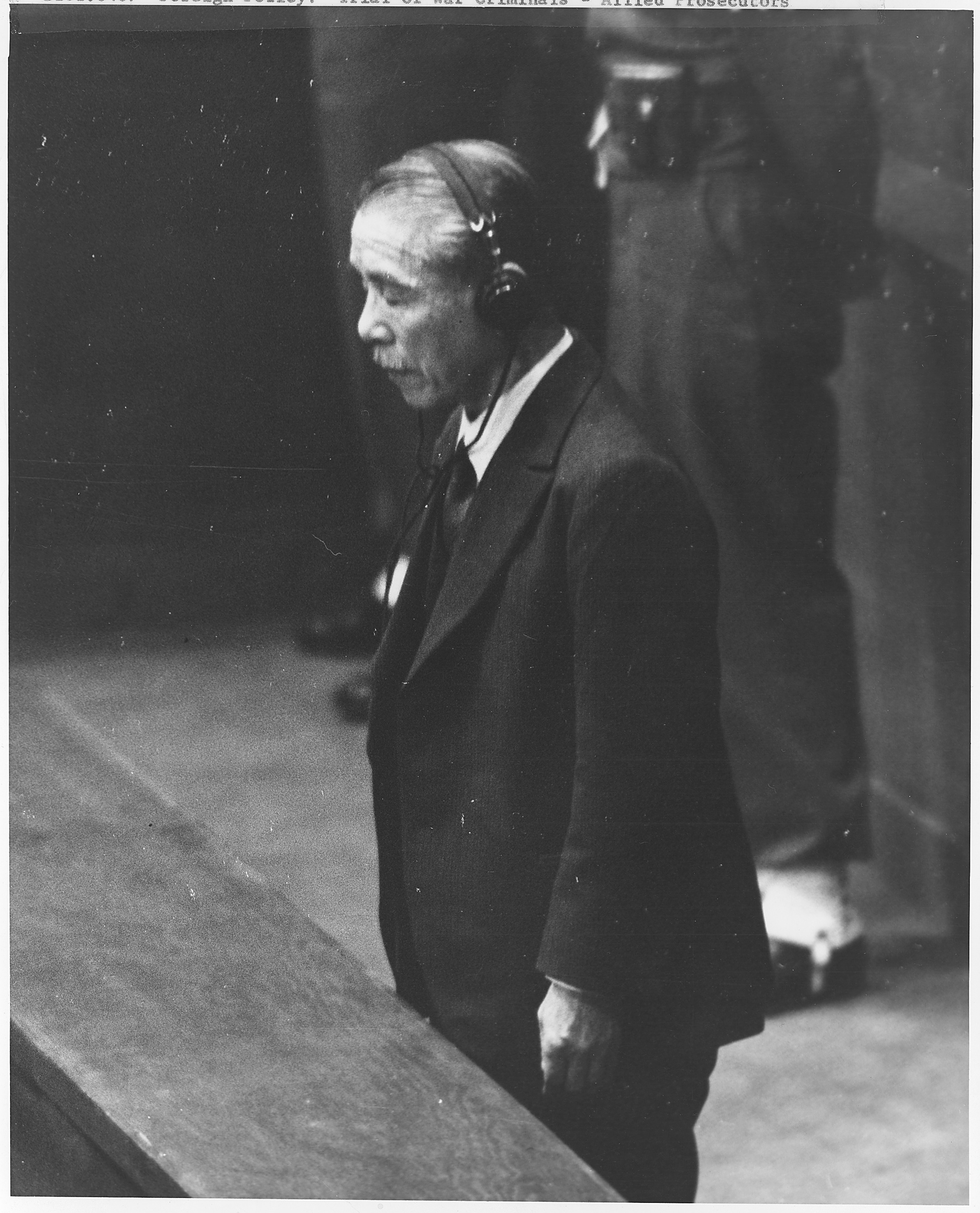
Hirota Koki nghe án tử hình được đọc bởi Sir William Webb

## Những ngày cuối cùng
Sau khi Nhật Bản đầu hàng, Hirota đã bị bắt giữ như là một tội phạm chiến tranh loại A và bị đưa ra Toà án quân sự quốc tế Viễn Đông. Ông đã không biện hộ cho mình, và tòa án tuyên ông chịu các tội sau đây:
- Số 1 (tiến hành chiến tranh xâm lược, và chiến tranh hay chiến tranh vi phạm luật pháp quốc tế)
- Số 27 (vô cớ tiến hành chiến tranh chống lại Trung Hoa Dân quốc)
- Số 55 (bỏ qua cho nhiệm vụ để ngăn chặn những vi phạm luật của chiến tranh)

Ông bị kết án treo cổ, và bị hành quyết tại nhà tù Sugamo. Các mức độ nghiêm trọng của việc kết án ông vẫn còn gây tranh cãi, như Hirota chỉ chịu sự hành quyết theo dân sự như là kết quả của các tòa án Tokyo. Người ta thường nói rằng các yếu tố chính trong việc tuyên án tử hình ông do có những thông tin cho rằng ông đã tham gia vào vụ vụ thảm sát Nam Kinh, thông qua chứng cứ ông đã gửi tín hiệu tới đại sứ quán Nhật Bản tại Washington D.C.. Khi làm Bộ trưởng Ngoại giao, Hirota nhận được báo cáo thường xuyên từ Bộ Chiến tranh về tội ác chiến tranh của quân đội, nhưng không có bất kỳ cơ quan trong đơn vị quân đội mà chính họ vi phạm. Tuy nhiên, hội đồng đã lên án sự thất bại của Hirota nhấn mạnh rằng Nội các Nhật Bản hành động để chấm dứt các hành động tàn bạo. Các yếu tố khác có thể có trong việc kết án Hirota còn bao gồm ký kết của ông về Liên minh Ba trục, và ác cảm của chính phủ Trung Quốc Quốc Dân Đảng đối với Hirota Sangensoku, mà họ xem là cung cấp các biện hộ cho sự xâm lăng của Nhật Bản dẫn đến hai cuộc chiến tranh Trung-Nhật (mà bắt đầu trong nhiệm kì thứ hai của Hirota làm Bộ trưởng Ngoại giao).
Hirota không phải là một sĩ quan quân đội mà là một quan chức dân sự và được công chúng ưa chuộng, điều này đã dẫn đến một bản kiến nghị giảm án thu thập được 29.985 chữ ký ở Nhật Bản. Ngay cả ngày nay, tên của ông thường được nhắc đến khi các phiên tòa Tokyo được tranh luận ở Nhật Bản như một phiên tòa "công lý của kẻ chiến thắng". 